# حولنا (فلم 2016)
حولنا  (بالإسبانية: Entonces Nosotros) هو فيلم كوميدي-رومانسي كوستاريكي صدر عام 2016 من بطولة وإخراج وتأليف هيرنان جيمينيز. تم اختيار الفيلم كمدخل لكوستاريكا لجائزة أفضل فيلم بلغة أجنبية في حفل توزيع جوائز الأوسكار التاسع والثمانون، لكن لم يتم ترشيحه.

## قصة الفيلم
يعتزم دييغو وهو رومانسي فاقد للأمل يحاول يائساً إنقاذ علاقته مع صديقته صوفيا التي يعرفها منذ وقت طويل، يخطط دييغو للذهاب في إجازة للشاطئ معها ليطلب يدها للزواج وليصفي الأجواء. تثير فرصة لقاء صديق صوفيا القديم مالينا شكوكاً في علاقته وفهمه المنحرف للحب، وسرعان ما تتحول عطلة نهاية أسبوع مثالية في الجنة إلى أسوأ كابوس لدييغو.

## طاقم التمثيل
- هيرنان خيمينيز بدور دييغو
- نويليا كاستاني بدور صوفيا
- مارينا غليزر بدور مالينا

## روابط خارجية
- مقالات تستعمل روابط فنية بلا صلة مع ويكي بيانات